# Joe Sample
Joe Sample, właśc. Joseph Leslie Sample (ur. 1 lutego 1939 w Houston, zm. 12 września 2014 tamże) – amerykański pianista i kompozytor jazzowy, członek zespołów The Jazz Crusaders, a następnie The Crusaders.
Od lat osiemdziesiątych z powodzeniem poświęcał się również karierze solowej, jak również wspomagał w nagrywaniu płyt takich wykonawców jak Miles Davis, George Benson, B.B. King, Eric Clapton, Steely Dan i Randy Crawford.

## Dyskografia

### Albumy
| Tytuł                                                              | Rok wydania | Wydawnictwo     |  |
| ------------------------------------------------------------------ | ----------- | --------------- |  |
| Fancy Dance                                                        | 1969        | Gazell          |  |
| Rainbow Seeker                                                     | 1978        | ABC, Blue Thumb |  |
| Carmel                                                             | 1979        | ABC, Blue Thumb |  |
| Voices In The Rain                                                 | 1980        | MCA Jazz        |  |
| The Hunter                                                         | 1982        | MCA Jazz        |  |
| Roles                                                              | 1983        | MCA Jazz        |  |
| Oasis                                                              | 1985        | MCA Jazz        |  |
| Spellbound                                                         | 1989        | Warner Bros.    |  |
| Ashes To Ashes                                                     | 1990        | Warner Bros.    |  |
| Invitation                                                         | 1993        | Warner Bros.    |  |
| Did You Feel That?                                                 | 1994        | Warner Bros.    |  |
| Old Places Old Faces                                               | 1996        | Warner Bros.    |  |
| Sample This                                                        | 1997        | Warner Bros.    |  |
| The Song Lives On (z Lalah Hathaway)                               | 1999        | GRP             |  |
| The Pecan Tree                                                     | 2002        | Verve           |  |
| Soul Shadows                                                       | 2004        | Verve           |  |
| Creole Love Call (z Nils Landgren)                                 | 2006        | ACT music       |  |
| Feeling Good (z Randy Crawford)                                    | 2006        | PRA             |  |
| No Regrets (z Randy Crawford)                                      | 2008        | PRA             |  |
| Live (z Randy Crawford oraz Steve'em Gaddem i Nicolasem Sample'em) | 2012        | PRA             |  |

### Kompilacje
| Tytuł                  | Rok wydania | Wydawnictwo  |  |
| ---------------------- | ----------- | ------------ |  |
| Collection             | 1991        | GRP          |  |
| The Best Of Joe Sample | 1998        | Warner Bros. |  |